# Kassei
Kassei est un quartier relativement récent de la ville de Vilvorde.
Le quartier est séparé du centre de la ville, ce qui signifie qu'il est parfois considéré comme un hameau. Le hameau est situé au nord du hameau beaucoup plus ancien de Trois Fontaines et contient d'autres quartiers tels que le quartier de l'Europe et le Hoogveld.

## Histoire
Jusqu'au XIXe siècle, Kassei était une zone agricole sur une colline plus sèche entre la vallées du Tangebeek et celle de la Senne. Dans les années 1830, cette zone (le Thael) a été incluse dans l'atlas du cadastral dans la section des "Trois Fontaines " et ne fait donc pas partie de la section de la ville de Vilvorde.
Dans les années 1820 du XIXe siècle, le chaussée de Grimbergen (N211) a été construite entre Vilvorde et Grimbergen. Celle-ci a remplacé l'ancien chemin de terre reliant Vilvorde et Grimbergen via le Borgt (actuelle Borgtstraat et Borghtstraat). Là où l'ancienne route descendait la colline; la nouvelle route a un profil à droite et remonte depuis le canal de Willebroeck, sur les contreforts de la colline à cinquante mètres de haut(entre les vallées de la Senne et du Tangebeek). Les premiers bâtiments ont été construits autour de cette route. Dans le troisième quart du XIXe siècle, un cimetière a été construit autour de l'actuelle Van Dyckstraat pour les détenus de la Correction. À la fin du XIXe siècle, la chaussée de Koningslo devient la deuxième route goudronnée du hameau.
À la fin du XIXe siècle, Vilvorde connaît une forte croissance démographique due à une forte industrialisation. La croissance démographique a créé des quartiers complètement nouveaux en dehors de la vieille ville dans les premières décennies du XXe siècle, comme le Faubourg et le Far-West. En 1908, la paroisse de Kassei a été fondée sur la rive gauche du canal et la Vlierkensstraat et la Thaelstraat ont été construites. Après la Première Guerre mondiale, il y a eu une grande pénurie de logements et des quartiers de logements sociaux ont été construits dans les nouveaux hameaux. Après le premier virage du Faubourg et du Far-West, l'activité de construction s'installe à Kassei vers la fin des années 1920. Lors de la vente du Domaine des Trois Fontaines en 1928, une petite partie du terrain, au nord de la chaussée de Koningslo, est vendue à la société de logement "Vilvoordse Haard". En 1929-1930, elle construira les premiers logements sociaux dans le quartier de Kassei sur : Vlierkensstraat, Van Dijckstraat et Rubensstraat.
Dans le troisième quart du XXe siècle, Kassei s'est entièrement construit et le quartier européen, au sud-ouest des Trois Fontaines, a été construit. L'extension la plus récente du hameau est le quartier Hoogveld, développé dans le dernier quart du XXe siècle.
Dans la première moitié des années 1970, le pont de l'Europe a été construit, ainsi qu'une route de contournement pour la N211 (chaussée de Grimbergen) via la Rubensstraat partiellement existante, qui a été élargie à cet effet. Au dernier moment, la construction d'une grande route de liaison qui relierait le pont de l'Europe à la sortie 6 du Ring de Bruxelles, Koningslo et Over-Heembeek (ville de Bruxelles) a été abandonnée. Seuls le complexe de sortie et l'Indringingsweg à Koningslo témoignent de ces plans. La route n'a été supprimée du plan régional qu'en juillet 2000. Une troisième route de liaison, entre la N211 et le quartier Beauval a été construite (l'avenue Albert I).

## Lieu
Kassei est situé entre le hameau du Borght à Grimbergen et le hameau des Trois Fontaines à Vilvorde. La partie la plus ancienne du hameau est située immédiatement au sud de la chaussée de Grimbergen qui forme la frontière avec le Borght. Avec la construction des quartiers les plus récents, Kassei dans le sud-ouest se connecte aujourd'hui au parc d'activités autour de la Medialaan. Le hameau est situé sur un plateau plus élevé entre les vallées du Tangebeek à l'ouest et de la Senne à l'est. du Domaine des Trois Fontaines situé à proximité forme un poumon vert pour Kassei.

## Mobilité
La Rubensstraat (une déviation de la chaussée de Grimbergen), construite dans les années 1970, est le principal axe de circulation à travers le quartier. En outre, Kassei est reliée au quartier de Beauval via l'avenue Albert I et la chaussée de Koningslo et l'Indringingsweg assure la connexion avec le village de Koningslo. Au sud du quartier se trouve un complexe de sortie du Ring autour de Bruxelles, mais il est plus destiné à ouvrir le parc d'affaires qu'à désenclaver le quartiers de Kassei.
Le hameau est desservi par les bus De Lijn et STIB. D'ici 2020, De Lijn souhaite transformer la ligne de bus UZ Jette - Brussels Airport qui traverse le quartier en une ligne de tram dans le cadre du projet Brabantnet. Cette ligne de tram utilisera principalement l'ancien lit de la chaussée de Koningslo près de Kassei et s'arrêtera à hauteur des Tweeleeuwenweg, Blaesenbergweg et Schilderspad.

## Chemins creux
La zone autour de Kassei contient un grand nombre de très anciens chemins creux historiques qui sont relativement bien préservées. Certaines de ces chemins sont classées au patrimoine.
Le chemin de loin le plus ancien à traverser la région est la chaussée de Koningslo, qui remonte probablement à une voie militaire romaine. Cette voie romaine utilisait le gué de la Senne dans l'actuelle Vilvorde pour relier Elewijt à Asse. L'itinéraire suit la chaussée de Koningslo (dont la partie après le domaine des Trois Fontaines), après quoi il traverse la route creuse du Blaesenbergweg et continue son chemin vers Koningslo après l'intersection avec le ring via la chaussée romaine. La route a été goudronnée à la fin du XIXe siècle. Au début des années 1970, la chaussée de Koningslo était coupée dans sa partie la plus basse par la nouvelle déviation de la N211 vers le pont Europa. Dans les années 1990, la partie près de la Medialaan a été supprimée pour faire place à un parc d'activités.
Le Blaesenbergweg reliait Borght à Ransbeek et Neder-Heembeek. Le tracé de ce chemin est encore bien conservé et suit les rues Blaesenbergstraat, Teniersstraat, Blaesenbergweg et Woelmontstraat à travers le Domaine des Trois Fontaines.
Le dernier ancien chemin d'importanxe est la rue Bruyn. Il s'agit d'une extension du l'allée des moutons qui relie Over-Heembeek à Pont brulé et au quartier du Molenveld (à l'ouest de Borght). Cette route traversait la chaussée de Koningslo à hauteur de l'actuel complexe de la sortie numéro 6 du ring de Bruxelles. La partie du chemin creux entre l'avenue Albert I et le complexe de sortie du ring a été remplie de déchets de construction dans la seconde moitié du XXe siècle.
En plus de ces chemins qui remplissaient une fonction intercommunale voire régionale, il reste des vestiges de chemins creux qui avaient une fonction plus locale, comme la Postweg (aujourd'hui Breemputweg et Poststraat).
La promenade des chemins creux, tracée à travers la ville de Vilvorde suit plusieurs de ces chemins.